# Lettonie au Concours Eurovision de la chanson 2013
La Lettonie est l'un des trente-neuf pays participants du Concours Eurovision de la chanson 2013, qui se déroule à Malmö en Suède. Le pays représenté par le groupe PeR et sa chanson Here We Go, est annoncée le 16 février 2013, à la suite de sa victoire lors de la finale nationale Dziesma 2013.

## Sélection

### Format
Le concours comprenait trois émissions : deux demi-finales et une finale. Les deux demi-finales, qui se sont déroulées les 8 et 9 février 2013, ont mis en compétition douze candidats, dont six ont accédé à la finale dans chaque émission. La finale, qui s'est tenue le 16 février 2013, a sélectionné la candidature lettone pour Malmö parmi les douze candidatures restantes à l'issue de deux tours de scrutin : le premier tour a permis de sélectionner les trois meilleures chansons et le deuxième tour (superfinale) a désigné le vainqueur[8]. Les résultats des demi-finales et de la finale ont été déterminés par la combinaison à parts égales des votes d'un jury et d'un vote du public.   
Le jury et le public attribuaient des points de 1 à 12 en fonction du classement lors des demi-finales et du premier tour de la finale, la première place recevant un point et la dernière douze points. En superfinale, le jury et le public ont tous deux attribué des points de 1 à 3, également en fonction du classement, la première place recevant un point et la dernière trois points. Les téléspectateurs pouvaient voter par téléphone jusqu'à cinq fois ou par SMS, un seul SMS comptant pour cinq votes[10].  

### Chansons sélectionnées
Les auteurs-compositeurs ont pu soumettre leurs œuvres au diffuseur entre le 19 octobre 2012 et le 30 novembre 2012[8]. 122 œuvres ont été soumises à la fin de la période de soumission[11].  
Un jury nommé par LTV a évalué les chansons soumises et les vingt-quatre auteurs-compositeurs sélectionnés avaient jusqu'au 14 janvier 2013 pour nommer les interprètes de leurs chansons[12]. [Le jury était composé d'Aija Strazdiņa (réalisatrice et productrice), Ģirts Lūsis (musicien, compositeur et manager des groupes Labvēlīgais tips et Bonaparti, participant letton à l'Eurovision en 2007), Kārlisz (musicien, compositeur et manager des groupes Labvēlīgais tips et Bonaparti, participant letton à l'Eurovision en 2007). lv), Kārlis Auzāns (producteur et compositeur), Vineta Elksne (chanteuse, coach vocal, chef d'orchestre et auteur-compositeur), Aija Vītoliņa (chanteuse), Valters Frīdenbergs (participant letton à l'Eurovision en 2005 au sein de Walters et Kazha), Ott Lepland (participant estonien à l'Eurovision en 2012) et Adam Klein (manager musical britannique). [Les vingt-quatre chansons en compétition ont été annoncées lors d'une conférence de presse le 11 décembre 2012, tandis que les artistes en compétition ont été annoncés le 15 janvier 2013[12][14]. 
| Ordre | Artiste                               | Chanson                              |   |        |                |
| ----- | ------------------------------------- | ------------------------------------ | - | ------ | -------------- |
| Ordre | Artiste                               | Chanson                              | 1 | Aiwink | "Now or Never" |
| 2     | Andris Kivičs                         | "Hey! Hey!"                          |   |        |                |
| 3     | Antra Stafecka                        | "When You Are With Me"               |   |        |                |
| 4     | Dāvids Kalandija and Dināra           | "Fool in Love"                       |   |        |                |
| 5     | Dominic Okolue                        | "Good Woman"                         |   |        |                |
| 6     | Fox Lima                              | "Tirpini"                            |   |        |                |
| 7     | Framest                               | "Let the Night Belong to the Lovers" |   |        |                |
| 8     | Headline                              | "Love"                               |   |        |                |
| 9     | Ieva Sutugova                         | "Cold Heart"                         |   |        |                |
| 10    | Ivo Grīsniņš Grīslis                  | "Give Me a Try"                      |   |        |                |
| 11    | Kristīne Šomase                       | "Phoenix Fly"                        |   |        |                |
| 12    | Liene Candy                           | "Higher and Higher"                  |   |        |                |
| 13    | Liene Matveja and Baiba Reine         | "Love Responder"                     |   |        |                |
| 14    | Marta Ritova                          | "I Am Who I Am"                      |   |        |                |
| 15    | Mārtiņš Ruskis and 4 vēji             | "Joey"                               |   |        |                |
| 16    | Niko                                  | "One"                                |   |        |                |
| 17    | Olafs Bergmanis and the Random People | "Never Let Me Go"                    |   |        |                |
| 18    | PeR                                   | "Here We Go"                         |   |        |                |
| 19    | PeR                                   | "Sad Trumpet"                        |   |        |                |
| 20    | Pieneņu vīns                          | "Better Than You"                    |   |        |                |
| 21    | Pieneņu vīns                          | "The One"                            |   |        |                |
| 22    | Rūta Dūduma                           | "Here I Am"                          |   |        |                |
| 23    | Sabīne Berezina                       | "Upside Down"                        |   |        |                |
| 24    | Samanta Tīna                          | "I Need a Hero"                      |   |        |                |

## Émissions

### Demi-finale 1: 8 février 2013
| Ordre | Artiste                               | Chanson                | Jury  | Jury   | Télévote | Télévote | Total | Place |
| Ordre | Artiste                               | Chanson                | Votes | Points | Votes    | Points   | Total | Place |
| ----- | ------------------------------------- | ---------------------- | ----- | ------ | -------- | -------- | ----- | ----- |
| 1     | Liene Candy                           | "Higher and Higher"    | 30    | 1      | 630      | 5        | 6     | 3     |
| 2     | Fox Lima                              | "Tirpini"              | 63    | 8      | 302      | 12       | 20    | 11    |
| 3     | Dominic Okolue                        | "Good Woman"           | 83    | 11     | 339      | 10       | 21    | 12    |
| 4     | Antra Stafecka                        | "When You Are With Me" | 54    | 5      | 582      | 7        | 12    | 5     |
| 5     | Olafs Bergmanis and the Random People | "Never Let Me Go"      | 70    | 10     | 420      | 9        | 19    | 9     |
| 6     | Headline                              | "Love"                 | 45    | 4      | 532      | 8        | 12    | 6     |
| 7     | Pieneņu vīns                          | "Better Than You"      | 61    | 7      | 593      | 6        | 13    | 7     |
| 8     | Ivo Grīsniņš Grīslis                  | "Give Me a Try"        | 64    | 9      | 304      | 11       | 20    | 10    |
| 9     | Samanta Tīna                          | "I Need a Hero"        | 41    | 3      | 1,099    | 1        | 4     | 1     |
| 10    | Liene Matveja and Baiba Reine         | "Love Responder"       | 93    | 12     | 635      | 4        | 16    | 8     |
| 11    | Sabīne Berezina                       | "Upside Down"          | 60    | 6      | 669      | 2        | 8     | 4     |
| 12    | PeR                                   | "Sad Trumpet"          | 38    | 2      | 652      | 3        | 5     | 2     |

### Demi-finale 2: 9 février 2013
| Ordre | Artiste                     | Chanson                              | Jury  | Jury   | Télévote | Télévote | Total | Place |
| Ordre | Artiste                     | Chanson                              | Votes | Points | Votes    | Points   | Total | Place |
| ----- | --------------------------- | ------------------------------------ | ----- | ------ | -------- | -------- | ----- | ----- |
| 1     | Aiwink                      | "Now or Never"                       | 82    | 10     | 708      | 7        | 17    | 9     |
| 2     | Ieva Sutugova               | "Cold Heart"                         | 55    | 6      | 520      | 8        | 14    | 6     |
| 3     | Marta Ritova                | "I Am Who I Am"                      | 32    | 2      | 980      | 2        | 4     | 2     |
| 4     | PeR                         | "Here We Go"                         | 13    | 1      | 979      | 3        | 4     | 3     |
| 5     | Dāvids Kalandija and Dināra | "Fool in Love"                       | 67    | 8      | 813      | 6        | 14    | 5     |
| 6     | Mārtiņš Ruskis and 4 vēji   | "Joey"                               | 87    | 11     | 838      | 4        | 15    | 8     |
| 7     | Andris Kivičs               | "Hey! Hey!"                          | 93    | 12     | 246      | 11       | 23    | 12    |
| 8     | Pieneņu Vīns                | "The One"                            | 60    | 7      | 819      | 5        | 12    | 4     |
| 9     | Niko                        | "One"                                | 43    | 3      | 1,429    | 1        | 4     | 1     |
| 10    | Framest                     | "Let the Night Belong to the Lovers" | 53    | 5      | 211      | 12       | 17    | 10    |
| 11    | Kristīne Šomase             | "Phoenix Fly"                        | 71    | 9      | 449      | 9        | 18    | 11    |
| 12    | Rūta Dūduma                 | "Here I Am"                          | 46    | 4      | 435      | 10       | 14    | 7     |

### Finale: 16 février 2013
| Ordre | Artiste                     | Chanson                | Jury  | Jury   | Télévote | Télévote | Total | Place |
| Ordre | Artiste                     | Chanson                | Votes | Points | Votes    | Points   | Total | Place |
| ----- | --------------------------- | ---------------------- | ----- | ------ | -------- | -------- | ----- | ----- |
| 1     | Niko                        | "One"                  | 92    | 11     | 2,576    | 3        | 14    | 6     |
| 2     | Dāvids Kalandija and Dināra | "Fool in Love"         | 74    | 9      | 569      | 11       | 20    | 11    |
| 3     | Antra Stafecka              | "When You Are With Me" | 42    | 4      | 1,467    | 5        | 9     | 4     |
| 4     | PeR                         | "Sad Trumpet"          | 58    | 6      | 467      | 12       | 18    | 10    |
| 5     | Pieneņu Vīns                | "The One"              | 90    | 10     | 857      | 7        | 17    | 9     |
| 6     | Marta Ritova                | "I Am Who I Am"        | 28    | 3      | 1,958    | 4        | 7     | 3     |
| 7     | Liene Candy                 | "Higher and Higher"    | 51    | 5      | 713      | 9        | 14    | 7     |
| 8     | Samanta Tīna                | "I Need a Hero"        | 25    | 2      | 3,305    | 2        | 4     | 2     |
| 9     | Ieva Sutugova               | "Cold Heart"           | 67    | 8      | 843      | 8        | 16    | 8     |
| 10    | Headline                    | "Love"                 | 64    | 7      | 918      | 6        | 13    | 5     |
| 11    | Sabīne Berezina             | "Upside Down"          | 95    | 12     | 678      | 10       | 22    | 12    |
| 12    | PeR                         | "Here We Go"           | 16    | 1      | 3,847    | 1        | 2     | 1     |

| Ordre | Artiste      | Chanson         | Jury  | Jury   | Télévote | Télévote | Total | Place |
| Ordre | Artiste      | Chanson         | Votes | Points | Votes    | Points   | Total | Place |
| ----- | ------------ | --------------- | ----- | ------ | -------- | -------- | ----- | ----- |
| 1     | Marta Ritova | "I Am Who I Am" | 20    | 2      | 3,318    | 3        | 5     | 3     |
| 2     | PeR          | "Here We Go"    | 11    | 1      | 6,289    | 1        | 2     | 1     |
| 3     | Samanta Tīna | "I Need a Hero" | 23    | 3      | 6,204    | 2        | 5     | 2     |

## À l'Eurovision
La Lettonie participa à la deuxième demi-finale, le 16 mai 2013. Y arrivant 17e avec 13 points, le pays échoue à se qualifier pour la finale du 18 mai 2013. 